# Repubblica Khmer
La Repubblica Khmer fu l'entità politica, corrispondente all'attuale Cambogia, costituitasi nel 1970 e dissoltasi nel 1975 con la proclamazione della Kampuchea Democratica.

## Storia
La Repubblica Khmer fu istituita a seguito di un colpo di Stato ordito il 18 marzo 1970 dal primo ministro Lon Nol e da Sisowath Sirik Matak, cugino del Re Norodom Sihanouk. La destituzione del sovrano aveva l'obiettivo di allineare il Paese alle posizioni degli Stati Uniti d'America, che dal 1960 si trovavano in guerra con il vicino Vietnam del Nord. Il colpo di Stato pose fine al Regno di Cambogia: Lon Nol assunse poteri d'emergenza, Sirik Matak assunse la carica di Primo ministro mentre Cheng Heng divenne Capo dello Stato.
L'instaurazione del nuovo sistema politico sfociò in una guerra civile. Lon Nol costruì un regime autoritario e repressivo, specie contro gli oppositori del Partito Comunista di Kampuchea guidato da Pol Pot; braccio armato del partito comunista erano i Khmer rossi, sostenuti dall'esercito popolare vietnamita.
Nel 1975, i Khmer rossi avrebbero destituito Lon Lol e proclamato la Kampuchea Democratica, mentre nel 1979 lo stesso regime dei Khmer rossi, a seguito dell'invasione vietnamita, venne destituito e nacque la Repubblica Popolare di Kampuchea. La monarchia sarebbe stata restaurata nel 1993, stavolta in forma elettiva.